# 馬特奧·維奧拉
馬特奧·維奧拉（義大利語：Matteo Viola；1987年7月7日—）是一位意大利網球運動員。他現在主要參加ATP挑戰巡迴賽的賽事。2013年3月18日，他達到了自己的ATP單打世界排名最高的第118位。